# Крохин, Игорь Валентинович
Игорь Валентинович Крохин (1956—2007) — советский и российский предприниматель, основатель IT-компании «Инженерный центр „Анкей“».

## Биография
Родился 12 августа 1956 года в Москве.
В 1979 году окончил факультет радиотехники и кибернетики Московского физико-технического института.
В 1979—1991 годах работал инженером на предприятиях военно-промышленного комплекса. В 1991 году И. В. Крохин основал в Москве и возглавил компанию «Инженерный центр „Анкей“». В 1996 году на базе этой компании была создана корпорация «Анкей». В 1999 году АФК «Система» приобрела контрольный пакет акций холдинга «Анкей», и в 2000 году на основе этого актива «Система» создала собственный дивизион по информатике «Система Информбизнес», президентом которого стал Игорь Крохин.
С 2002 года работал в компании «Сибинтек», затем — в AnTel Group (2003). В 2003 году стал вице-президентом по развитию бизнеса группы компаний «Аквариус» (Москва), в 2004—2005 годах работал в компании «Стинс Коман» (Москва). Являлся соавтором ряда работ на тему информационных технологий.
Умер 14 июля 2007 года после тяжёлой болезни.